# Жовчні камені

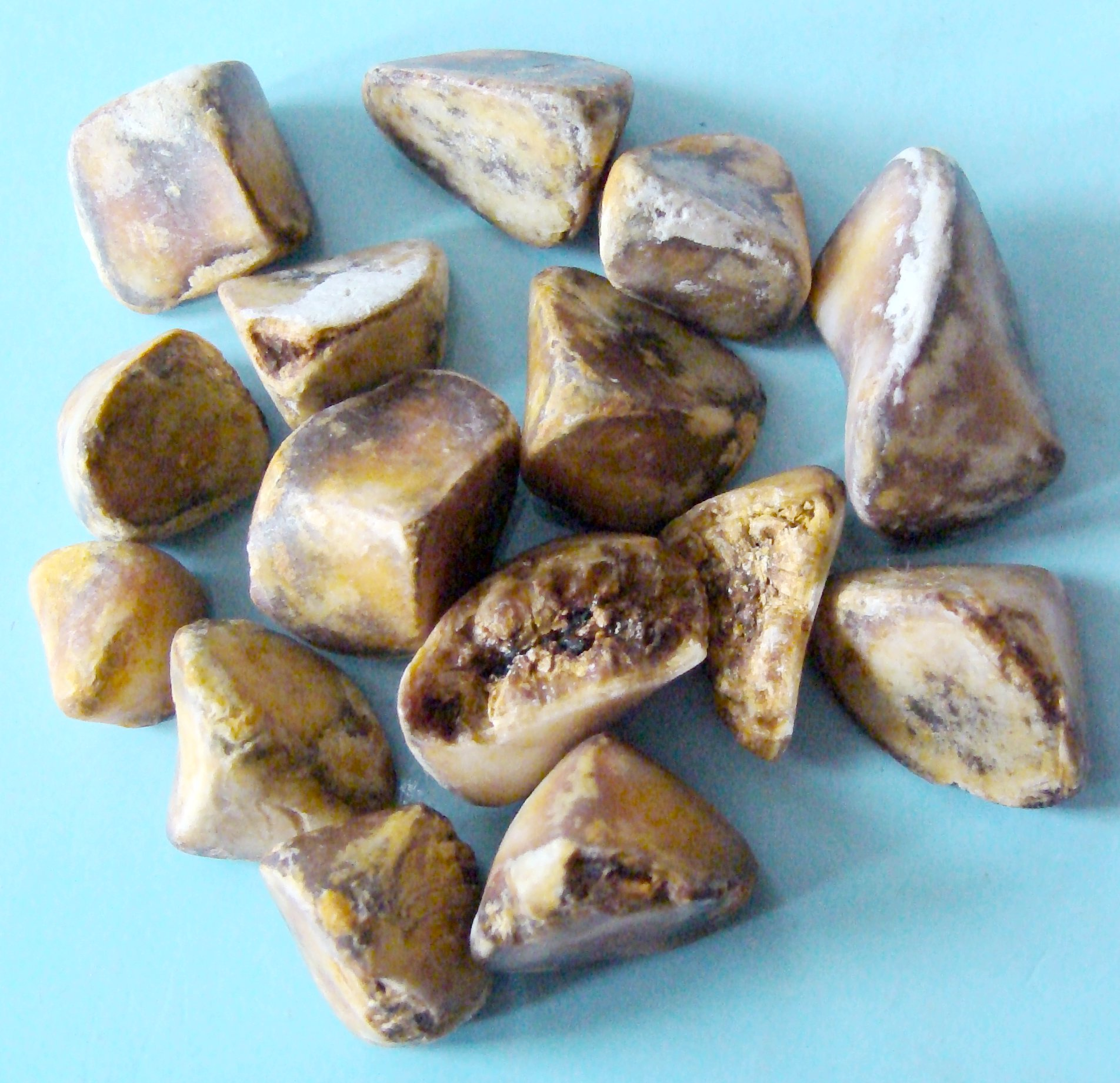

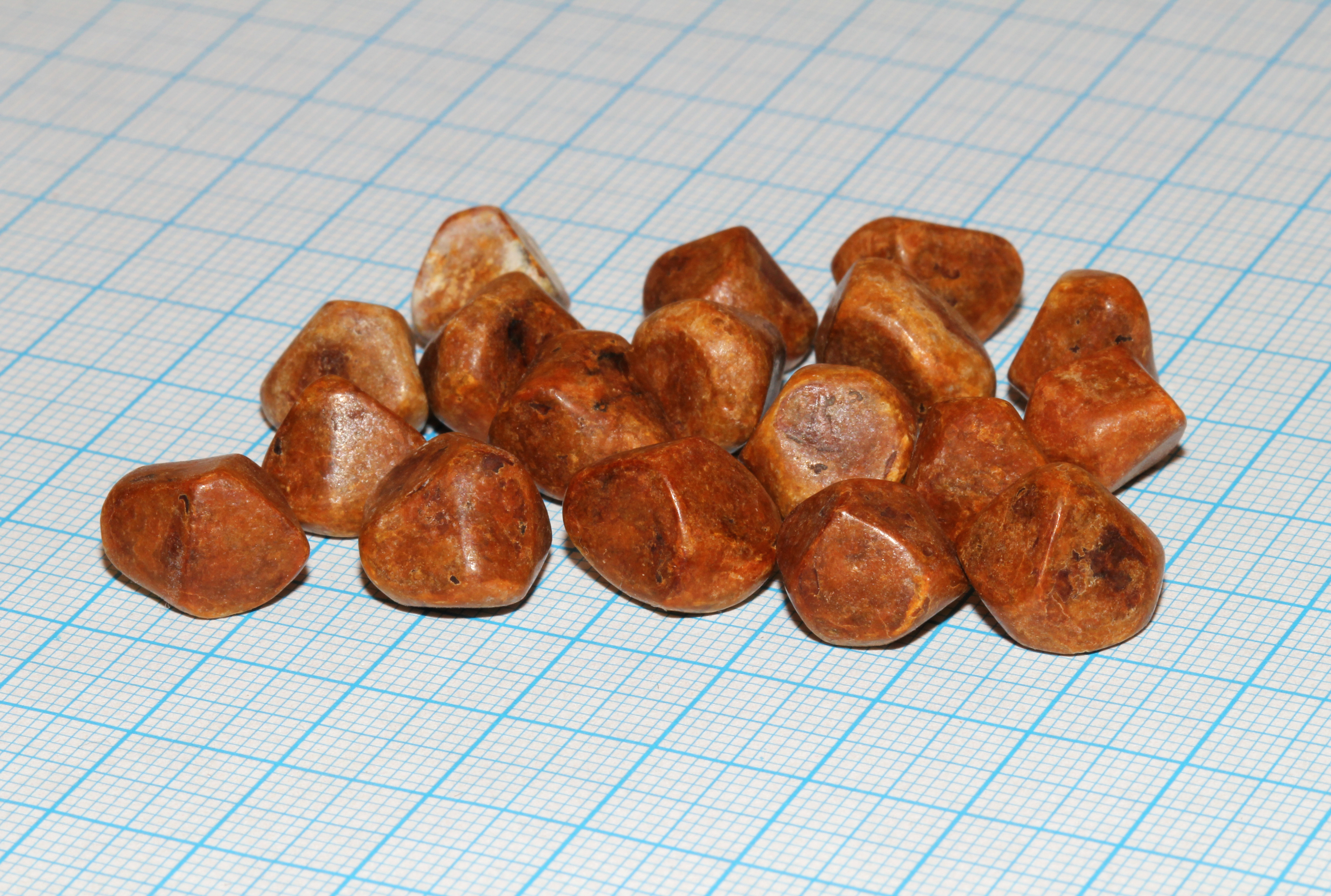

Жовчні камені (лат. calculi biliares), біліліти (bililithi) — різноманітні за формою, величиною та складом конкременти, які зустрічаються в жовчних протоках і спричинюють жовчнокам'яну хворобу.
Більшість людей з жовчними каменями (близько 80 %) не мають клінічних проявів.
Камені поміщаються або в печінці, або в гілках і стовбурі печінкової протоки, в жовчному міхурі (найчастіше) і його протоці і в загальній жовчній протоці. Кількість каменів може бути великою. Величина каменів коливається в дуже широких межах, від розміру просяного зерна до яйця, від бобу до лісового горіха. Консистенція — тверда і крихка, рідше воскоподібна. За складом розрізняють однорідні та складні. В останніх розрізняють ядро, тіло і кору. Перше складається звичайно із згуслого слизу, епітелію з білірубіновим кальцієм і вуглекислим кальцієм, іноді з чистого холестерину, сторонніх речовин (плодові кісточки, кульки металевої ртуті, кров'яні згустки, глисти). Тіло все частіше складається з холестерину, а кора — з холестерину або вуглекислого кальцію. Утворення жовчного каменю приписується хімічним причинам, коли холестерин і білірубіновий кальцій випадає внаслідок розкладання жовчі і коли остання отримує кислу реакцію, що всього частіше може відбуватися при катарі жовчного міхура. Причини цього можуть полягати в різних метаболічних або імунологічних розладах організму.
Жовчні камені вкрай рідко спостерігаються у людей молодше 25 років. Присутність їх може супроводжуватися надзвичайно тяжкими стражданнями, коли вони з жовчного міхура через жовчну протоку проникають в дванадцятипалу кишку. Якщо вони в жовчному міхурі досягли великої величини, так що заповнюють весь просвіт протоки або навіть перевершують його своїм поперечником, то виявляються явища так званої печінкової або жовчної коліки. Слизова оболонка вузької зморшкуватої протоки сильно подразнюється; з'являються надзвичайно болісні скорочення її м'язового шару; хворі скаржаться на пекучі, свердлячі або колючі болі в області печінки, що віддаються в підребер'я або в плече. Хворі неспокійні, кидаються, з'являється холодний піт, пульс слабшає і уповільнюється. У дуже чутливих осіб з'являються навіть судоми, непритомність, іноді навіть параліч серця і летальний результат. Кольки часто супроводжуються нудотою, блювотою, закрепами. Число і тривалість нападів дуже різні. Ледве камінь пройшов через протоку жовчного міхура, болі моментально проходять, але потім поновлюються, як тільки камінь дійде до вихідного отвору загальної жовчної протоки.
Особливе місце в зв'язку з цим займає видалення каменів. Сьогодні існує кілька видів і методів видалення жовчних каменів. Серед них традиційними є хімічний або лікарський, операційний, ультразвуковий, лазерний.

## Джерело
- Gallstones. MedlinePlus. U.S. National Library of Medicine. Архів оригіналу за 18 травня 2020. Процитовано 6 жовтня 2020.